# Alu Alhanov
‎Alu Alhanov, general in politik, * 20. januar 1957, Kazahstan.
Alhanov je bivši predsednik Čečenije (od 30. avgusta 2004 do 15. februarja 2007).